# 有楽町アニメタウン
有楽町アニメタウン（ゆうらくちょうアニメタウン）は、2005年4月3日から2007年4月1日にかけて、ニッポン放送で毎週日曜深夜に放送されていたラジオ番組。略称（愛称）は「アニタン（もしくはアニータン）」。

## 概要
2005年3月末まで放送されていた『東京キャラクターショーRADIO』の後継番組。
「きゃらしょ」から引き続き、パーソナリティはニッポン放送アナウンサーの吉田尚記と声優の田中理恵が務めている（時折この2人とぼそぼそ喋っている人物がいるが、これは当番組担当の構成作家・正岡謙一郎である）。
基本的に録音番組だが、稀に生放送を行う場合がある。番組内（ジングルなど）で謳っているように同局唯一のアニラジである。
前番組とは、コーナーの入れ替えこそあるものの、番組内容の大きな違いは無い。2005年10月9日から放送時間が1時間に拡大されたが（これは後述のラジオドラマ開始による新規スポンサーが加わった影響である）、2006年10月8日分からは放送時間繰上げと共に、再び30分番組に戻った。その後後述のスポンサー離脱の影響もあって2007年3月11日の放送において、2007年4月1日放送分をもっての番組終了が発表された。
その直後、同年4月より吉田がメインパーソナリティーを務める「ミューコミ」の木曜アシスタントに田中が就任し、このコンビは継続。2009年3月に「ミューコミ」終了後、4月より同じコンビにて「YAGアニメラボ」が開始。2年ぶりの純粋なアニラジ復活となる。同番組は2010年3月で終了したが、ニッポン放送携帯サイトでのラジオ番組が開始されている。

### 放送時間
1. 毎週日曜日・24:30 - 25:00（2005年4月3日 - 10月2日）
2. 毎週日曜日・24:30 - 25:30（2005年10月9日 - 2006年10月1日）
3. 毎週日曜日・23:30 - 24:00（2006年10月8日 - 2007年4月1日）

### 提供
- 代々木アニメーション学院：『きゃらしょ』開始当初からのスポンサーであった。
  - ※ しかし、2006年12月6日に学院の運営会社である株式会社代々木ライブ・アニメイションが民事再生法適用の申請へ追い込まれた事により、同年最後の放送となった12月17日放送分をもって学院がスポンサーを降板した。

※ 下記は1時間枠時代の各社である。
- avex mode
  - 『満月街』放送終了まで。
- ドワンゴ
- GyaO

ほか

### オープニングテーマ
- Miracle Moon 〜お月様が中継局〜（2005年4月3日 - 10月2日、2006年10月8日 - ）
  - 歌:Sana
- 翔べ! ガンダム（2005年10月9日 - 2006年10月1日）
  - 歌:池田鴻

※ 2006年11月26日の放送では、山下達郎の『クリスマス・イブ』が使用された。

### エンディングテーマ
- 雨上がり（2005年4月3日 - 2006年10月1日）
  - 演奏者:DEPAPEPE
- 2006年10月8日以降は、リクエスト制になった。

### 裏アニータン!
- その名の通り、この番組の裏話などを交えるインターネットラジオ。ゲストが登場した回は、そのゲストも交えて放送する事が多かった。
- この番組の前身の『きゃらしょ』時代から、田中の公式サイト で放送翌日の毎週月曜更新で「裏アニタン（「きゃらしょ」時代は「裏きゃらしょ」）」として配信されていたが、2006年12月から『ニッポン放送 ポッドキャスティングステーション』に移行、同時に番組名も若干改称。
- 番組終了と共に最終回を迎えた。

## コーナー
2007年3月25日放送分時点のコーナーは以下の通り。コーナーによっては不定期的なものもあり（コーナー終了宣言が出ない限り、ネタは常時募集していた）、各回ごとに行われるコーナー等は、オープニングで「本日のメニュー」として予告されていた。
番組終了に伴い、コーナーはすべて2007年3月25日放送分で田中により「封印」された。

### オープニングコント
- 放送時期に応じたネタや、各回のゲストに因んだネタが使われる事が多い。
- この後に番組名が読み上げられる（タイトルコール）。
  - 吉田「ニッポン放送！」、田中「日曜深夜！」、2人で「有楽町アニメタウン！！」となる。

### ふつをたうん
- 普通のお便り（ふつおた）を紹介。ゲストが来た際は中止になることが多い。

### 萌えビアの泉
- アニメ・漫画・ゲームに関する、知っていても知らなくてもいいムダ知識を集める。評価は「萌え〜」。
- 『きゃらしょ』時代から続くコーナー。「アニタン」時代は不定期（ネタが貯まって来た時）に行われていた。
- 『トリビアの泉』のパロディであり、吉田は吉田八嶋、田中はタモリエと称していた。
- テーマ曲は「がんばれ! たまちゃん」（UNDER17）。

### 萌える早口言葉（萌え早）
- アニメ・漫画・ゲームに関する単語を使用した早口言葉をリスナーが作り、田中と吉田が挑戦。失敗した場合は、「ブーッ」という不正解の効果音の他、機関銃の掃射音や爆破音などの効果音が流れる。
- 『きゃらしょ』時代（2005年2月）から続くコーナー。「アニタン」時代は不定期に行われていた。
- 吉田や田中にとっては失敗する事で本職としてのプライドをズタズタにされてしまうためか、本心ではやりたくない心情を露にする事もあり、再び30分版に戻るに当たっては「終了させたい」と両人から要望が出るも、非情にもスタッフ側から「続行」の返答を食らった。

### ツンデレ機構
- リスナーから送られてきたツンデレのシチュエーションを、田中が（ごくたまに吉田も）実践する。番組に訪れたゲストもツンデレを行うことが多い。
- ちなみにコーナータイトルはツンドラ気候の捩り。
- 「気候」「紀行」などと書かれる事も多いが、番組スタッフによると「機構」が正しいとのこと。
- 開始から程なくしてツンデレブームにも乗った事もあり、「アニタン」きっての名物コーナーとしての地位を確立した（30分枠に戻る際にも継続嘆願のハガキが数多く送られ、継続となった）。そのためか、このコーナーはほぼ毎週行われており吉田の「さあ…、最後はやっぱりこのコーナーですよね!」との一言からコーナーが始まっていた。
- 田中のツンデレ演技が気合が入り過ぎた事に対して、田中本人が「自分でやっててキモい」などと自己ツッコミを入れたり、普段は田中から厳しいツッコミを食らう事が多い吉田が、逆に田中にツッコミを入れる事が多々見られるコーナーであった。
- 2007年11月3日、早稲田大学学園祭のイベントに田中+吉田がゲスト出演した際、1日且つ主催サークルの発信するFM放送の可聴域限りでの復活を遂げている。

### 各種ラジオドラマ
- 番組オリジナルのラジオドラマシリーズ。これらの詳細は後述の#ラジオドラマの項目を参照。

### その他
- 他に、不定期的に「アニソンリクエスト」企画などがあった。
- また、「萌え早」と「ツンデレ機構」は、各回のゲストも参加する事が多かった（特に「ツンデレ機構」挑戦は大きく注目されていた）。
- 急遽ゲストの出演が決まった際は、番組および田中の公式サイトの日記上で告知される場合があった。
- 不定期なコーナーが多い中、オープニングコメントおよびツンデレ機構はほぼ毎回放送され、実質上のレギュラーメニューとなっていた。

### それ以外のコーナー
上記で取り上げた以外のコーナーの一部を紹介する。
有楽町でアニメましょう
アニメとは縁遠い街「有楽町」をアニメの街にするべく、その計画案（妄想）を募集していくコーナー。
2005年の当番組開始とともに立ち上げられたコーナーであるが、同年10月の放送時間拡大に伴い終了した。
マリオの苗字（仮）
アニメ・漫画・ゲームに関する疑問に対する回答を“妄想”していくコーナー。2006年4月よりスタート。
末期には田中を総統に『悪の秘密結社』が結成されたが、同年10月1日分（1時間版最終回）をもってコーナー終了と共に結社も解散。吉田や田中が他のコーナーに力を入れ過ぎたがために、『きゃらしょ』時代に終了したものも含めて、最も呆気ない形の終了に至った。
オーベルちゃん、新解釈ぅ〜
正式なコーナータイトルは『期間限定アニタンローゼン・オーベルちゃん、新解釈ぅ〜（リターンズ）』　
2006年8月に『ローゼンメイデン』の特別編の正式な題名が決定した記念として、2006年9月17日からと2006年11月19日からの2期間に分けて計7回行われたその名の通りの期間限定コーナー。
リスナーからその題名『オーベルテューレ』の詳しい意味（当然、正しい意味は承知の上なので、受け狙いのネタ）を募り、その中から同作品にて田中が演じる『水銀燈』になり切ってリスナーからのメールにキツイ態度で突っ込むコーナー。
第1期目は2006年9月17日に始まり同年10月1日を持って同番組の60分番組の終了に伴いこのコーナーも第3回目で最終回となった。
第1期目で同コーナーが好評だったことと『オーベルテューレ』本放送を控えていたこともあり、2006年11月19日放送分からは『‐リターンズ』と言う形でが再び期間限定で放送された。
2006年11月19日から同年12月17日まで計4回行われ(2006年12月3日放送分を除く)、同年12月17日放送分で『‐ファイナル』と称し、ゲストの蒼星石役の森永理科を交えて最終回を迎えた。
また2006年11月26日には『オーベルテューレ』放映に向け、まだ発売前の同アニメのオープニングテーマ『薔薇獄乙女』がどこよりも先に流された。
なお似たようなコンセプトで、イベント向けコーナーおよび『オーベルテューレ』関連ラジオCDでの『水銀燈の今宵もアンニュ〜イ』や、後の『YAGアニメラボ』での『田中理恵人生ドS人生相談』がある。

## 箱番組

### ミニータン
- 2007年2月4日 - 2月18日に、三週限定で放送された箱番組。正確なタイトルは、「有楽町アニメタウンミニ」。
- 出演者は豊崎愛生と戸松遥と寿美菜子（同じ事務所で同じく後のスフィアメンバーとなる高垣彩陽は未出演）。
- 毎回1人にスポットを当て、他の2人が質問をぶつけていくという内容。1回目が豊崎、2回目が寿、3回目が戸松であった。

## ラジオドラマ

### 特務宇宙戦艦アニタン

#### ストーリー
第1部
地球新世紀（ネオ・アースイラ）0019年。地球統合政府の特命を受けた統合軍・タナカ中佐は、宇宙戦艦アニタンで、独立を目論む火星へ威力偵察に向かった。途中、何者かに狙撃されたところをフクダ大佐に救われたり、火星から帰って来たという密輸艦と遭遇したり、少女たちからのSOS信号を受信して第48コロニーに立ち寄ったりなどしながら「アニタン」は火星を目指した。
そして、火星宙域に入ると、そこでカゲヤマ艦長率いる火星軍先遣部隊を辛くも撃墜し、ついに火星本土へと到着。
早速、タナカ艦長とヨシダ副長は、火星軍・イシダ少尉の案内で第3管区参謀・オガタ大佐と面会する。しかし時すでに遅く、火星は独立を宣言するとともに統合政府に対して宣戦布告をするのだった…。
第2部（宇宙の再生編）
地球新世紀0022年。戦争勃発から3年…。膠着状態が続く中、辺境警備の任に当っていた「アニタン」は、火星のイイヅカ大使を救い、地球まで送り届けた。それから数日後、タナカ艦長以下「アニタン」乗組員に新たな任務が下される。駆逐艦「ローゼン」と「メイデン」を率いての、火星軍残存勢力に対する“武装解除と統合軍への接収促進作戦”であった。順調に任務を遂行していく中、突然「作戦終了」の命令が下され、タナカ艦長は統合軍本部に対して不審を覚える。…そんな中、旧火星軍の残存艦隊「インディペンデント・マーズ」と出会った「アニタン」タナカ艦長らは、国家主席となったイイヅカ大使の暗殺を始めとする、火星での統合軍の不穏な動きを知らされる。そして、無差別攻撃を受ける火星を目の当りにし、攻撃を指揮する統合軍・カネダ少将と対峙したタナカ艦長はついに自身と「アニタン」の統合軍からの離脱を決断する。こうして「アニタン」最後の戦いが始まった…！

#### サブタイトル
- 第1話 着任指令（本放送時はタイトル無し）
- 第2話 ボロ船、出撃す
- 第3話 危険宙域を脱出せよ!
- 第4話 ゴースト・ゴースト
- 第5話 宇宙（そら）の運び屋
- 第6話 SOS! 宇宙コロニーへ急行せよ!
- 第7話 声無き声
- 第8話 小さな戦士たち
- 第9話 その男の名は“シャドー”
- 第10話 キッチンの戦争
- 第11話 宣戦布告〈前編〉
- 第12話 宣戦布告〈後編〉
- 第13話 戦いの後の闘い
- 第14話 着任指令・新たなる任務
- 第15話 遭遇ポイント307
- 第16話 強き者・汝の名は“女”
- 第17話 見えない敵
- 第18話 リメンバー・ミー
- 第19話 インディペンデント・マーズ
- 第20話 火星、燃ゆ
- 第21話 激闘!
- 第22話 誰が為に鐘は鳴る
- 最終話 永遠（とわ）の宇宙（そら）

#### 登場人物
レギュラー
リエ・タナカ大佐
声：田中理恵
戦艦アニタン艦長（准将→中佐→大佐）
ヒサノリ・ヨシダ中尉
声：吉田尚記
戦艦アニタン副長（大尉→少尉→中尉）
ゲスト
マミ・コヤマ中将
声：小山茉美（第2話、最終話ゲスト）
統合軍・技術指令総監→軍士官
ケン商人
声：KENN（第5話ゲスト）
密輸艦ネイビーズ艦長（武器商人）
ベリーズJr.スクール生徒
声：Berryz工房 より清水佐紀、徳永千奈美、夏焼雅、菅谷梨沙子（第8話ゲスト）
第48コロニーに住む少女たち（アニタンにSOSを発信）
カゲヤマ将軍
声：影山ヒロノブ（第9話ゲスト）
火星軍・巡洋艦シャドー艦長（戦死）
アキラ・イシダ少尉
声：石田彰（第11、12話ゲスト）
火星軍・艦隊指令（戦死）
メグミ・オガタ大佐
声：緒方恵美（第11、12話、22話、最終話ゲスト）
火星軍・参謀長→総司令官→対統合政府抵抗軍艦隊長
マユミ・イイヅカ大使
声：飯塚雅弓（第13話ゲスト）
火星政府・自治大臣→国家主席（テロにより死亡）
シンジ・カワカミ大尉
声：SINJI（第15話、22話ゲスト）
統合軍・駆逐艦ローゼン艦長→駆逐艦メイデン艦長
サクラ・ノガワDJ
声：野川さくら（第16話ゲスト）
宇宙放送艦マシュマロステーション乗員（火星市民）
リカ・モリナガ中佐
声：森永理科（第19、20話ゲスト）
旧火星軍・艦隊インディペンデントマーズ指揮官／巡洋艦トロイメント艦長（戦死）
モトキ・タカギ少佐
声：高城元気（第19、20、21話ゲスト）
旧火星軍・艦隊インディペンデントマーズ指揮官／巡洋艦デスエンジェル艦長（戦死）
オペレーター
声：後藤友香里（AAA）（第21話ゲスト）
統合軍・第2管区艦隊旗艦ベンテン乗員（戦死）
オペレーター
声：atsuko、KATSU（angela）（最終話ゲスト）
旧火星軍・旗艦乗員
その他
カネダ少将
声：正岡謙一郎（第20、21話に登場）
統合軍・第2管区艦隊指令／旗艦ベンテン艦長（戦死）
ナレーション
声：吉田尚記

#### 主なスタッフ
- 原案・脚本：正岡謙一郎（『アニタン』担当の放送作家）
- 編集・演出：田野幸伸（『アニタン』担当ディレクター。ドラマ本編にもアニタン乗員・タノ曹長役で度々登場し、戦死した）
- 主題歌（最終話のみ）：「Peace of mind」／angela

#### 備考
- 前番組「きゃらしょ」時代（2003年4月以降）から、番組内で春・秋の番組改編期や番組イベント等の告知などの際に流れていた宇宙戦争（ガンダム？）風ミニラジオドラマがその前身である。この時点では、有楽町のニッポン放送本社が入居していたビルの建て替え工事完了に伴う、台場フジテレビ内仮社屋からの最後の放送や、有楽町の新社屋移転後最初の放送などで流されたミニドラマをもとにした「移動要塞ダイバ撤退」と「ユウラクチョウ解放戦線」というエピソードがある。
- 2005年10月9日放送分より、正式なラジオドラマ（風コント?）『有楽町連続オリジナルストーリー・特務宇宙戦艦アニタン』としてスタートした。当初はコメディ色が強かったが、次第にかなりシリアスな内容になってゆく。なお第1話の冒頭時点では、レギュラー二人の階級は前述の「ダイバ」と「ユウラクチョウ」の功績により、タナカ艦長が准将（予備役）、ヨシダ副長が大尉（本部付作戦参謀）であったが、その後特別任務のためそれぞれ中佐と少尉に特別降格されている。
- 第3話には『機動戦士ガンダムSEED』シリーズの福田己津央監督（この日の番組ゲスト）の名前を使用したフクダ大佐（統合軍巡洋艦シード艦長）が登場（名前のみ）。
- 2006年1月8日に、リスナーからのリクエストにより第1部（第1 - 12話）の総集編「アニタン戦闘記録」を放送。第13話より第2部「宇宙（そら）の再生編」となる。以降、タナカ艦長は大佐、ヨシダ副長は中尉に再昇格。
- 第15話のみ、インフルエンザによる吉田欠席のため、ゲストであったSINJIがナレーションを務め、劇中でも「ヨシダ副長はインフルエンザで寝込んでいる」という設定であった。
- この作品終了後、制作に非常に手間がかかった事から続編は製作されず、その代わりとして「ドラドラドラ」（後述）のコーナーが立ち上げられた。ちなみにこの作品は、BGMに他のアニメ等のサントラCDの楽曲を大量に使用しているため現段階ではCD化困難とのことである。なお、もともと固定の主題歌はなかったが、前述の通り最終話のエンディングのみ同話にゲスト出演したangelaの楽曲が本人達の同意を得て使用された（ちなみに彼らは最終話放送の前週の番組ゲストであった）。

### 満月街 〜月夜の街に雨が降る〜

#### ストーリー
寂れた街「満月街」を舞台に謎の美少女怪盗と悪の少年団との対決を描く。全13話。

#### サブタイトル
- 第1話 凛と輝く赤い月
- 第2話 蒼い夜空に星が鳴く
- 第3話 雲に寄り添い風歌う
- 第4話 朝に目覚めて夢終る
- 第5話 暗い夜道で手を握る
- 第6話 白い雲間に月光る
- 第7話 回転木馬と廻る星
- 第8話 赤い夕日と黒い月
- 第9話 天を切り裂き、地を喰らう
- 第10話 空を舞い飛ぶ闇の蝶
- 第11話 深い霧には毒がある
- 第12話 甘い夜露に花が咲く
- 最終話 晴れた夜空に月満ちる

#### 登場人物
如月半蔵
声：高城元気
マゼンタ
声：植田佳奈
沢渡香耶
声：鈴木達央
小日向小百合
声：真一涼
岩倉哲司
声：白石稔
御堂橋蓮
声：森永理科
桐山大樹
声：若林直美
烏丸
声：平田宏美
猫山匙子
声：斎藤千和
エルウッド卿
声：岡崎雅紘

#### 主題歌
- 「牡丹雪の降る街」 うた：山本サヤカ（長尾大プロデュース）

#### 備考
- 『アニタン』で流れたラジオドラマで、唯一吉田と田中が出演しなかったシリーズ。
- avex modeよりドラマCD化の予定があり（現時点では発売日は未定。主題歌「牡丹雪の降る街」のCDは発売）、2005年10月放送分からの放送時間延長に合わせて、同社が番組後半のスポンサーとなり（同ドラマ放送終了まで）、同年11月20日放送分からこのラジオドラマが番組内で放送開始された。また、同じく1時間時代のスポンサーであったドワンゴの携帯サイトでも本放送終了後に配信サービスが行われていた。
- 出演者がアイムエンタープライズ所属者（当時。後に移籍した者もいる）で固められている事から、同社プロデュースと見られる。

### ドラドラドラ
正式タイトルは「裏のラジオドラマを、ドラマティックに、ドラスティックに、ハネさせちゃう委員会」。これを略して「裏ドラ3つでハネました」、更に略して「ドラドラドラ」となる。この名称は、太平洋戦争の真珠湾攻撃の際、成功を伝えた暗号「トラトラトラ」にかけられているものだと考えられる。
『特務宇宙戦艦アニタン』の終了後にスタートした、リスナーのアイデアを元にラジオドラマを作っていくコーナー。実際に次のような実験的ラジオドラマが制作された。

### 表参道 〜白昼夢〜
- 日曜日の昼下がり。表参道で、恋人に待ちぼうけを食らった青年。思わず「振られたな…」と呟く。するとどこからかくすくす笑う声がする。声のした方を向くと、若い女が自分を見て微笑している。どうやら呟きが聞こえてしまったらしい。聞くと女も同じく待ちぼうけだという。興味を感じた青年は、暇つぶしにと自らの"自分勝手な恋"を女に話して聞かせた。すると女も"100%の片思い"だという自分の恋を話し始めるが…（番組オープニングと中盤の2部構成）。
- 女性役を田中が担当。青年役は、この日の番組ゲストであった森田成一が演じた。また、吉田の出演はなかった。

### 帝都探偵リエ
- 大正時代の帝都・東京を舞台に、 ロンドン帰りのちょっと惚れっぽい男装の女探偵・田中リエとその助手となった新米新聞記者・吉田尚之助の活躍を描く（前・後編の全2回）。
- 主人公の探偵・リエと、物語の鍵となる5歳の伯爵令嬢・綾小路桜の二役を田中が演じ、尚之助役を吉田が演じた。ゲストとしてKINYAが綾小路彰吾伯爵（桜の父）役で出演（後編のみ）。

### アニマル日和
- 東京のとある小さな街の小さな動物病院「小城動物クリニック」を舞台に、動物と会話が出来る不思議な力をもった青年獣医師・小城信之介院長とその助手の北海道出身で訛りがきつい看護師・白峰小雪、クリニックの看板猫マメの日常を描く。
- 吉田が信之介を、田中が小雪とマメの二役を演じた。ゲストとして霜月はるかが子猫ミケ役、Revo（Sound Horizon）が雄猫タマ役で出演。

### アニタン新撰組・萌えよ剣
- 新撰組と池田屋事件を題材に土方歳三と沖田総司とのボーイズラブを描く。
- 土方をゲストの緒方恵美が、沖田を田中が演じた。また、吉田がナレーションと斬られ役を担当した。
- 関連項目：機動新撰組 萌えよ剣

### テーマソング
- MAXの「TORA TORA TORA」。コーナー冒頭に流れた。

## 噂屋 〜フラワーテイル〜

### 同ドラマ開始への経緯
- 2006年夏、ドラドラドラコーナーに一迅社よりオファーが届き、「アニタン都市伝説調査隊」というコーナー内コーナーを経て、田中自身が審査員を務めたオーディションで選ばれた新人声優3人（『ミュージックレイン』所属。後に同事務所所属の1人も出演）を加えての新ラジオドラマシリーズ『噂屋 〜フラワーテイル〜』がスタートした。

#### ストーリー
聖香館（せいこうかん）学園の噂（1stシーズン）
「『ドジっ娘』を育生しており、卒業生が皆ありえない死に方で死亡している」という噂のある聖香館学園に、噂屋のメンバーである登美永花（とみなが はな）が潜入する。
星月夜（ほしづくよ）の人魚（2ndシーズン）
花を追いかけて、花の通う学校へと転入した蘭子たち。自分たちも噂屋になりたいと懇願するが、花は「あなたたちには無理」と断る。それならばと、蘭子の級友・ユキが教えてくれた「土曜日の深夜12時、校内プールに女の幽霊が現れる」との噂を3人で解明しようとするのだが…。
世界と私の移ろう伝説（Lastシーズン）
どうにか噂屋の手伝いをさせて貰えることになった蘭子たち。喜ぶアヤメや夜顔とは反対に「自分には取り柄がない」と塞ぎ込む蘭子。花に相談してみようとクラスに花を訪ねるが、何故か花は慌てた様子で行ってしまう。アヤメによると花は最近、同級生の男子生徒を追いまわしているというのだ。さらに、「少女を殺害し、その眼球を持ち去る」という噂の連続殺人犯人がこの街にも出没したらしい。それを聞いた蘭子は…。

#### サブタイトル
- 1stシーズン（全4話）
  - 第1話 転校生は華やかに
  - 第2話 華麗なる対話
  - 第3話 事故は、ありえない
  - 最終話 卒業する者たち
- 2ndシーズン（全8話）
  - 第1話 転入生は軽やかに
  - 第2話 噂屋には要りません
  - 第3話 星を見る真実
  - 第4話 星を見る魚
  - 第5話 月を見る憂い
  - 第6話 月を見る夜顔
  - 第7話 夜を見る人魚
  - 最終話 昼に還る人魚
- Lastシーズン
  - 第1話 世界と私の移ろう伝説・前編
  - 第2話 世界と私の移ろう伝説・後編
  - 例外編 三井寺裕は動かない

#### 登場人物
登美永 花
声：田中理恵
福泉 蘭子
声：豊崎愛生
葛西アヤメ
声：戸松遥
海野 夜顔
声：寿美菜子
澤田 ユキ
声：高垣彩陽（2ndシーズンのみ登場。）
三井寺 裕（ひろし）学園長
声：吉田尚記
※豊崎、戸松、寿、高垣の4人は田中がオーディション審査員として関わった『ミュージックレイン』所属（うち、放送当時戸松は現役女子高生、寿は現役女子中学生で、それぞれ愛知県と兵庫県在住。2008年4月より戸松は女子大生として、寿も2009年4月より転校して上京している。ちなみに『がくえんゆーとぴあ まなびストレート!』『宙のまにまに』などに4人揃って出演しているほか、2009年4月に声優ユニット『スフィア』を結成）。

#### 備考
- 一迅社発行の漫画雑誌「コミックZERO-SUM増刊WARD」の編集部より、同誌連載中の作品『噂屋』（原作：保坂歩、作画：蓮見ナツメ）をラジオドラマ化して欲しいとのオファーがアニタンに届いたことから企画された。リスナーから募集した都市伝説を元に、原作者自身が脚本を書き下ろしている。
- キャラの名前の漢字表記（と、三井寺学園長の下の名前）は、2006年夏号の特集記事より。
- 1stシーズン（「聖香館学園の噂」）は全4話をもって終了したが、リスナーや関係者間で好評だったことから2ndシーズンも製作された。主要キャストも引き続き出演し、2ndシーズンは全8話で終了した。そしてこのドラマは、次の3rdシーズンでシリーズが完結した。
- このドラマのメインキャスト一同などゲストが登場する回は、このドラマは休止となる事が多い。
- このドラマが縁で、2007年2月中旬発売の「ゼロサムワード冬号」掲載の原作漫画版『噂屋』に、田中理恵をモデルとしたキャラクターが登場することになった。また、4月25日発売の『噂屋』の単行本第1巻の帯のコメントを田中が担当した。
- 一迅社文庫アイリスより、このドラマの後日談とも言える小説『噂屋 Another file―甘い甘い甘い交流授業』が刊行されている。

## 番組にまつわる出来事
- 2005年4月3日から10月2日の間は、前時間帯に吉田がパーソナリティを務めた番組「着ラジ」が放送（こちらは生放送）されていたため、当番組のオープニングでは、田中の「よっぴー、『着ラジ』のスタジオからこっちのスタジオに転送!」という一言から番組が始まっていた。この一言には「転送しないとみせかけてやっぱり転送」や「転送を途中でストップ」、「自力で転送（吉田が走ってスタジオへ駆け込んでくる）」などのバリエーションもあった。
- 2005年7月23日・24日、幕張メッセにて開催された『東京キャラクターショー2005』に当番組（と「着ラジ」との共同）のブースが出展され、吉田が番組オリジナルのCD-Rをその場で制作した（リスナーと吉田とのトークを収録するサービスもオプションで用意されていた）。
  - 24日の閉幕間際に田中が飛び入り出演し（当初はスケジュールの都合で両日共に不参加と告知されていたが、その合間を縫って急遽幕張に向かったとの話である）、その場に居合わせたリスナーを驚かせ、そしてこのイベントに参加していながら、この一件を後に知ったリスナーを歯軋りさせた（途中で帰ったか、他のブースを回っていたり、メインステージイベントを観覧していた、などの例が多い）。なお、その日の放送は『アニタン』史上初の生放送となった。
- 2005年11月12日には、『アニタン』としては番組史上初となる公開録音が代々木アニメーション学院・秋葉原校にて行われた（抽選の上、参加者は同校の体験学習も受けていた）。参加者全員がラジオドラマ「#特務宇宙戦艦アニタン」第7話に第48コロニー市民役として特別出演（台詞もあり）という特典（?）もあった（吉田曰く意外と演技が上手かったとのこと）。
- 2006年1月8日は、「アニタン・ラジオドラマスペシャル」と題して1時間丸々ラジオドラマのみの放送となった。これはリスナーからの「これまでの『[特務宇宙戦艦アニタン』の総集編が聴きたい」とのリクエストにより実現したもので、田野ディレクターが約50時間をかけて編集したという。
- 2006年1月29日の放送では、吉田がインフルエンザによる出社停止中（熱自体はすぐに下がったが、感染防止のため、局側から自宅療養を命じられていた）のため、田中とゲストのSINJIによる放送となった。当日の「特務宇宙戦艦アニタン」では、SINJIが代役でナレーションを務めた。
  - 翌週の放送では、休養上がりの吉田が出社停止中の間にアニメDVDを見まくるなどアニメ三昧だったことを自供。これに対し、田中がかなりキレ気味な態度を見せていた。
- 2006年11月4日には、東京・日比谷公園内の野外ステージにて、吉田がパーソナリティーを務める『ミューコミ』との合同イベント『ミューコミ・アンド・有楽町アニメタウン・フェス』が開催され、ミューコミが推するアーティストのミニライブを交えながら、このイベントの司会を務めた吉田と田中による生『#ツンデレ機構』『萌え早』が披露された。本来はアーティストとアーティストの合間での場つなぎ的に行われたものであったが、イベントの参加者の多くがこの番組のリスナーであったため、アーティストのライブ演奏以上に激しい盛り上がりを見せた。
- 2006年12月3日、ニッポン放送本社地下の「イマジンスタジオ」にて開催された、田中のFC会員限定ライブイベント内にて『#裏アニータン!』ポッドキャスティング版第1回の公開録音が開かれた（同イベントの昼の部と夜の部とでそれぞれ収録が行われたが、放送で流れたのは前者。後者は田中のファンクラブCD会報にて一部が公開された。また、同イベント内では生『ツンデレ機構』もイベント参加者からネタを募って披露された）。
- 2007年4月1日、『アニタン』は生放送での最終回となった。リスナーからのふつおたの他に吉田と田中が内緒で書いたお互いに宛てた手紙を読み上げ、この日の番組冒頭で「今日は絶対泣かないぞ！」と宣言していた田中も思わず涙ぐんでいた。ちなみに奇しくもこの日が『アニタン』としては100回目の放送であった。
- 毎週放送後にリスナーから放送のレポートが送られ、吉田が番組ホームページにアップしていた。

## ゲストにまつわる逸話
前番組の頃から、『機動戦士ガンダムSEED（続編の「DESTINY」含む）』関係のゲスト（福田己津央・両澤千晶夫妻が度々登場したり、池田秀一や小山茉美なども登場）が多かった時期が続いたが、『DESTINY』終了後は、それ以外の田中が関わりを持つゲストが多いが、時には大物業界人やアーティストなどが登場する事もある。
その日のゲストは大抵「ツンデレ機構」などのコーナーにも参加する事が多い（「特務宇宙戦艦アニタン」放送当時は、1,2回分ゲスト出演するのが恒例となっていた）。
- 2005年11月27日放送分にて、田中がデビュー初期から交友を持つと言われる堀江由衣が一言コメントを寄せた（その当時、番組前半は文化放送で『堀江由衣の天使のたまご』が放送されている関係で、それが終了した後半の時間に流れた）。その登場の際に『天たま』の挨拶用語である「こんばんてん〜」を発し、共演作の少なさをものともしない交友関係の健在振りを語った。
- 2006年1月15日放送分に『ローゼンメイデン』シリーズの松尾衡監督が出演し、「ツンデレ機構」においては、田中にツンデレの演技指導を行っていた（この時、松尾監督が思わずこぼした「コレだっ」という一言はその後も時折同コーナーで使用されている）。
  - なお、同年2月19日に開催された『ローゼンメイデン感謝祭』の司会を吉田が務めたが、ニッポン放送の競合局であるTBSが主催し、会場も同局が運営する横浜BLITZであるなどから、このイベントの司会に抜擢されたことに、吉田自身も驚きを隠せなかったと語った。
- 同年2月5日放送分に田中の大親友である野川さくらが出演（その当時、番組前半はTOKYO FMで野川がパーソナリティーの『SOUND OF LIFE』が放送されていた為、それが終了した番組後半からの出演となった）した際に、吉田曰く、田中を「理恵大海」、野川を「さくら欧州」と命名したほどに両者が壊れ気味の熱愛ぶりを見せ（特に田中）、野川が『ツンデレ機構』に挑戦した後は、田中がかつてなく盛大に壊れた程である（その前年12月25日放送分で野川が歌う「マジカノ」OP「もっっと!」が番組冒頭でかけられた際に、田中がはしゃぎ気味だったのも、その前兆であったと言える）。
  - なお、『裏アニタン』の同日分（同年2月12日まで公開）でも、本放送と変わらぬテンションを見せた。その中で田野ディレクターが、野川が古くから担当している『野川さくらのマシュマロ♪たいむ』も兼任している事実が明らかになった（「マシュマロ」において、ディレクターが交代した話題が出た回があった事から、途中参加と見られる）。『マシュマロ』内で野川が自らの携帯の住所録のメモリの若い番号に田中の情報を入れていると語った事が、程なくして『アニタン』にも知られる事になったのは、その為と見られる。
  - 同年10月22日放送分にも再び野川が登場、やはり田中のテンションは普段より異様に高かった（野川が『ツンデレ機構』に挑戦した後に両手でスタジオの机を叩くほどのはしゃぎぶりを見せたり、自分自身に対するネタには「血が滾る」とも語った）。
- 2006年2月26日には「満月街」より、半蔵役の高城元気と蓮役の森永理科が番組ゲストとして出演。「満月街」の裏話を語った。
  - 同年12月17日（この年最後の放送）には、『ローゼンメイデン オーベルデューレ』放送を控えて、田中の親友で蒼星石役の森永が再度登場。『ツンデレ機構』では森永が少年風に挑戦した後、田中は思わず「鼻血ブゥ〜!!」と口走るほど大興奮していた。
- 2006年3月には「特務宇宙戦艦アニタン」終盤での再登場の為に、緒方恵美が再度番組にゲスト出演。
  - 同年7月2日には『新撰組』を題材にしたオリジナルラジオドラマ『アニタン新撰組・萌えよ剣』出演と自らのアルバムの宣伝を兼ねて再度登場。
- 2006年4月23日には、演出家・押井守が登場。
  - 押井は、自身の少年期 - 青年期における高度経済成長期の日本の変化の影響を多大に受けたと語り、サザエさん一家に関しては「ありそうで、ない家庭」と語った。
- 2006年8月27日には緑川光が登場し、緑川がゲーム好きという事と『新機動戦記ガンダムW』を観ていて緑川（の演じたヒイロ・ユイ）のファンだったという事で、田中は普段よりも2倍テンションが上がっていた。
- 2006年9月3日には井上喜久子が初登場。田中が井上のモノマネをやってのけ、また、井上の『ツンデレ機構』挑戦が独特の雰囲気を醸し出して吉田や田中を驚嘆させた。
- 2007年2月25日には、神田朱未をゲストに迎えて「早春のツンデレ祭り」を行った。
  - 田中と神田はこれが初顔合わせであったが、神田がツンデレ機構に挑戦すると、田中は「鼻血出そう！」とかなり興奮気味であった。